# Thomisus destefanii
Thomisus destefanii är en spindelart som beskrevs av Lodovico di Caporiacco 1941. Thomisus destefanii ingår i släktet Thomisus och familjen krabbspindlar.
Artens utbredningsområde är Etiopien. Inga underarter finns listade i Catalogue of Life.